# Fjällskäfte
Fjällskäfte is een plaats in de gemeente Katrineholm in het landschap Södermanland en de provincie Södermanlands län in Zweden. De plaats heeft 56 inwoners (2005) en een oppervlakte van 8 hectare.